# Amata affinis
Amata affinis là một loài bướm đêm thuộc phân họ Arctiinae, họ Erebidae.